# Hokkaido Air System
Hokkaido Air System (en japonais 北海道エアシステム, Hokkaido Air System Co., Ltd. HAC) est une compagnie aérienne basée à Hokkaidō. Elle était une filiale du groupe Japan Airlines jusqu'en mars 2011, puis de nouveau à partir de octobre 2018.

## Histoire
La compagnie aérienne a été créée en 1997 et a commencé ses activités en 1998. Fondée en coentreprise avec le gouvernement d'Hokkaido et les municipalités et entreprises régionales, elle était une filiale de Japan Air System jusqu'à ce que cette compagnie aérienne se consolide dans Japan Airlines .
Les itinéraires initiaux de HAC en 1998 étaient Chitose-Hakodate, Hakodate-Asahikawa, Hakodate-Kushiro et Asahikawa-Kushiro, suivis de Chitose-Kushiro et Hakodate-Memanbetsu en 1999 et Hakodate-Sendai en 2001. Les vols au départ d'Okadama débutent en 2003 avec un service vers Hakodate et Kushiro, pour un total de neuf itinéraires. HAC a également servi Monbetsu de Chitose et Okadama en 2005–06. Air Hokkaido a cessé ses activités le 31 mars 2006 et sa seule liaison, Hakodate-Okushiri, a été reprise le lendemain par Hokkaido Air System.

HAC a quitté le groupe Japan Airlines à la fin de l'exercice 2010 (mars 2011) dans le cadre de la restructuration corporative de JAL. JAL a conservé une participation de 14% dans la compagnie aérienne, ce qui en fait le deuxième actionnaire après le gouvernement préfectoral de Hokkaido. Japan Airlines a cessé les services de traitement des billets et de réservation pour les vols HAC à compter du 1er septembre 2011. Le gouvernement préfectoral de Hokkaido et diverses administrations locales ont continué à subventionner les services de HAC dans diverses petites villes de la préfecture.

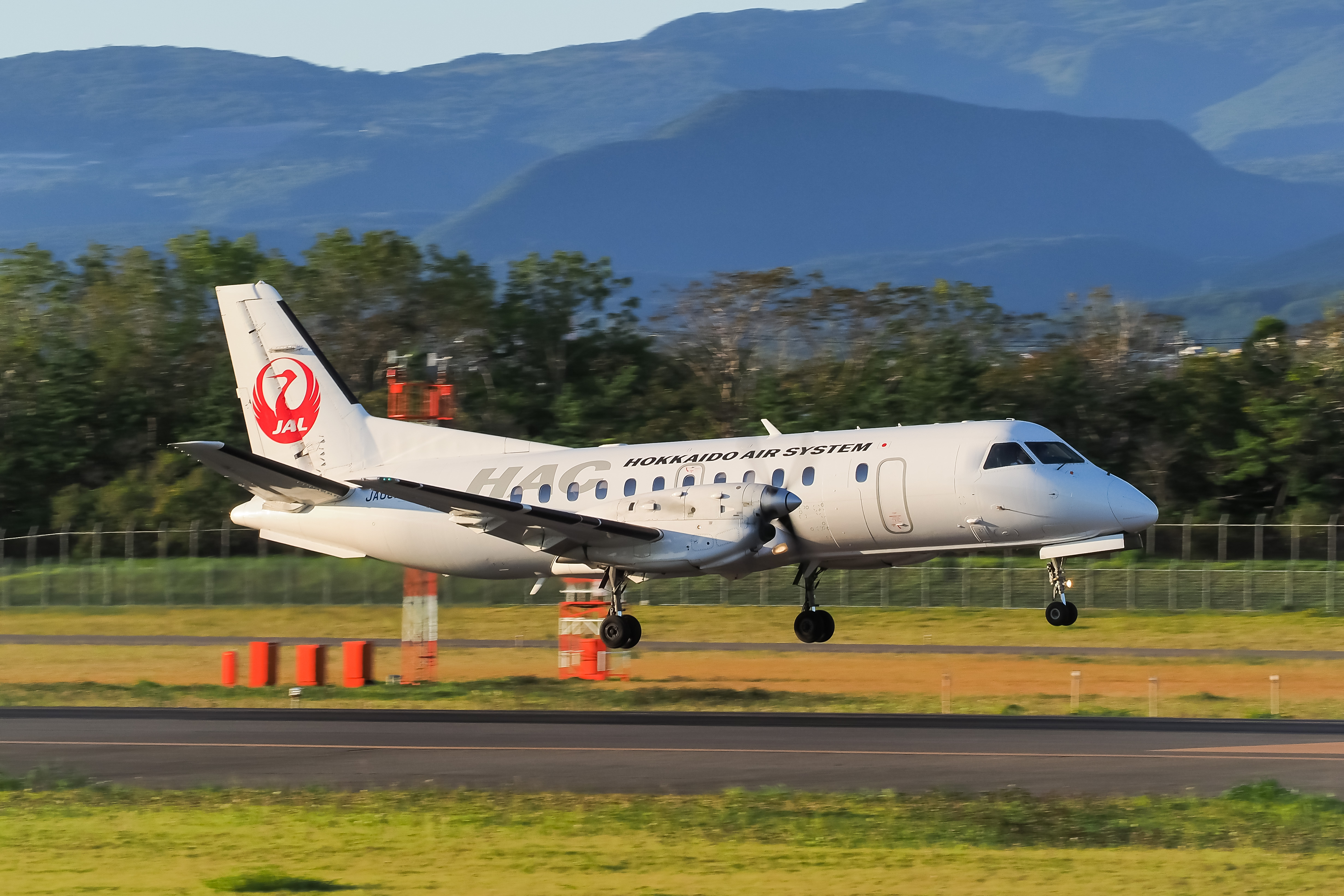
Hokkaido Air System SAAB 340B-WT JA03HC in Hakodate

HAC a enregistré des pertes de 296 millions de yens et avait des capitaux propres négatifs de 116 millions de yens au cours de l'exercice se terminant en mars 2013, et a pris plusieurs mesures pour améliorer ses performances, notamment la reprise du partage de code avec JAL et le démarrage du service de Sapporo à Misawa en juillet 2013. Il a été révélé en août 2013 que les législateurs du Parti libéral démocrate du gouvernement de Hokkaido avaient poussé JAL à reprendre le contrôle de la HAC. En décembre, JAL et le gouvernement de Hokkaido seraient en négociation pour faire de HAC une filiale de JAL, dans le cadre de laquelle JAL et le gouvernement de Hokkaido rembourseraient chacun la moitié de la dette excédentaire de HAC, le gouvernement de Hokkaido pouvant le faire en annulant une partie de sa demande de prêt de 360 millions de yens contre la compagnie aérienne. La transaction a été annoncée en octobre 2014. En octobre 2016, HAC a consolidé son système de numéros de vols et de réservation avec le groupe JAL.

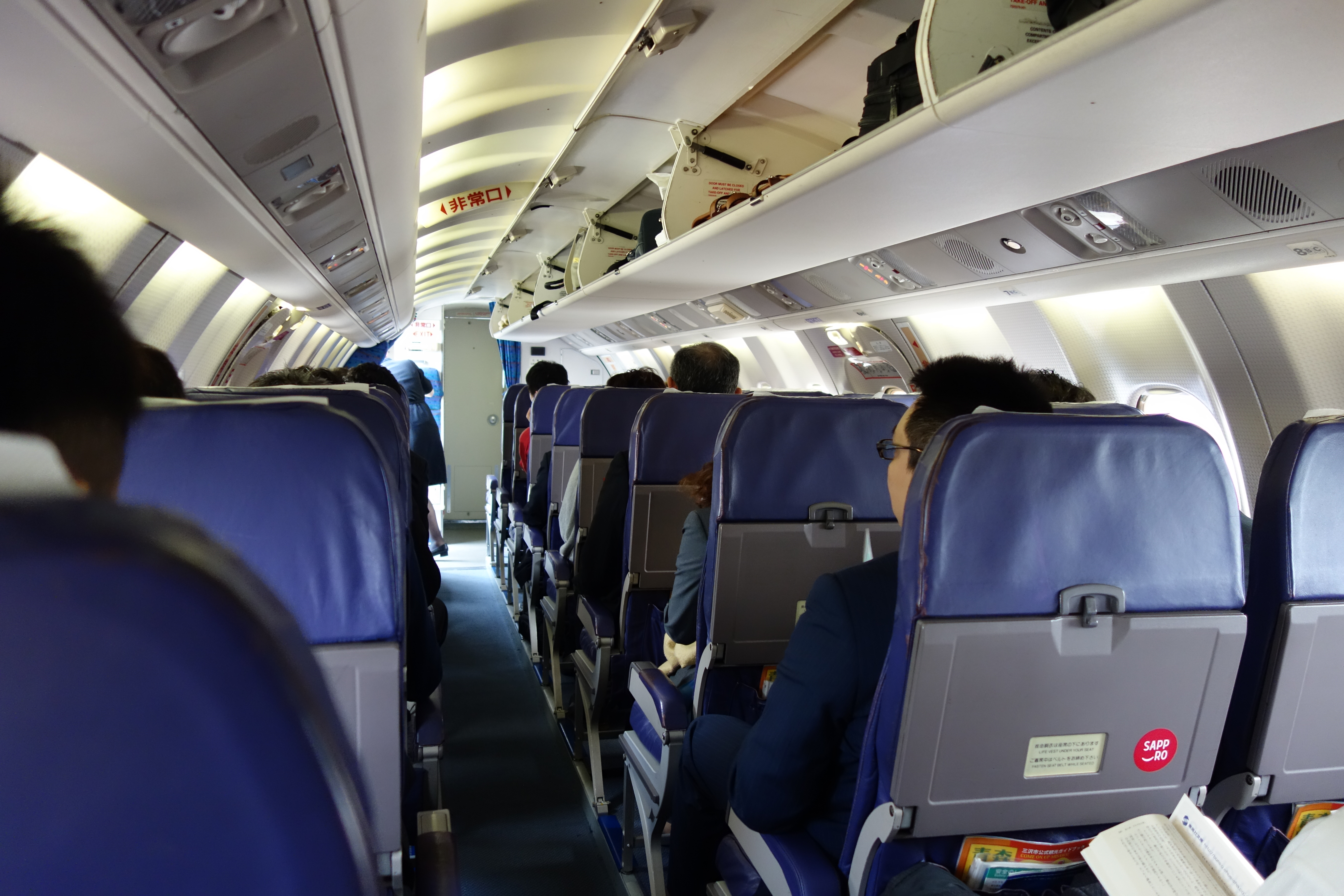
Cabine d'un Saab 340

### Logo

### Les différentes livrées

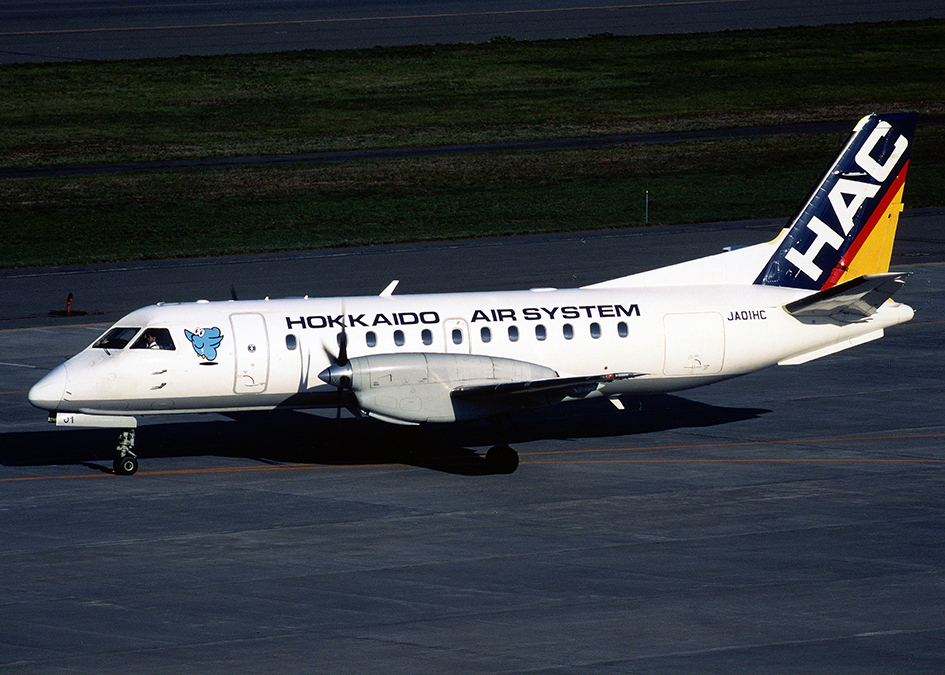
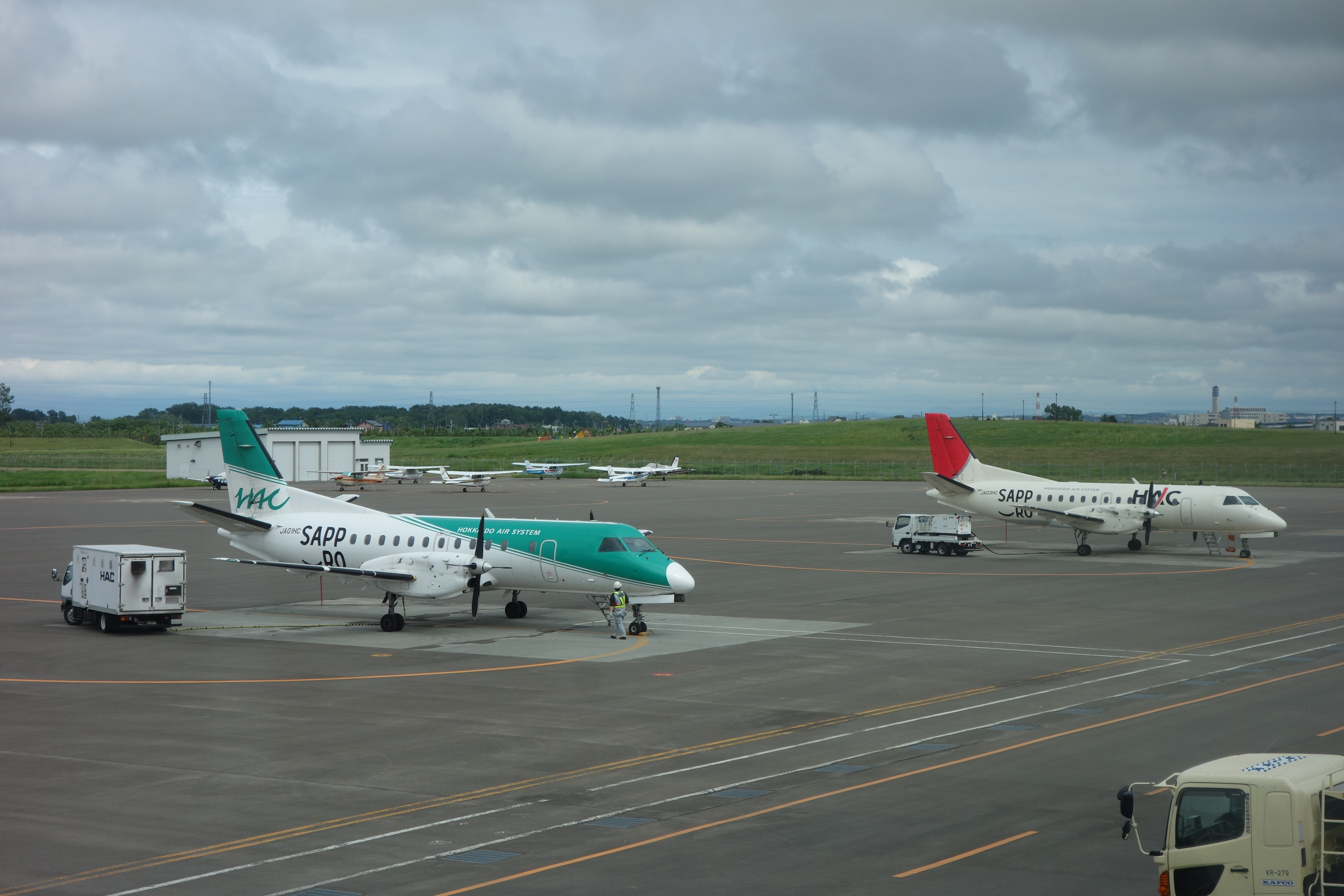
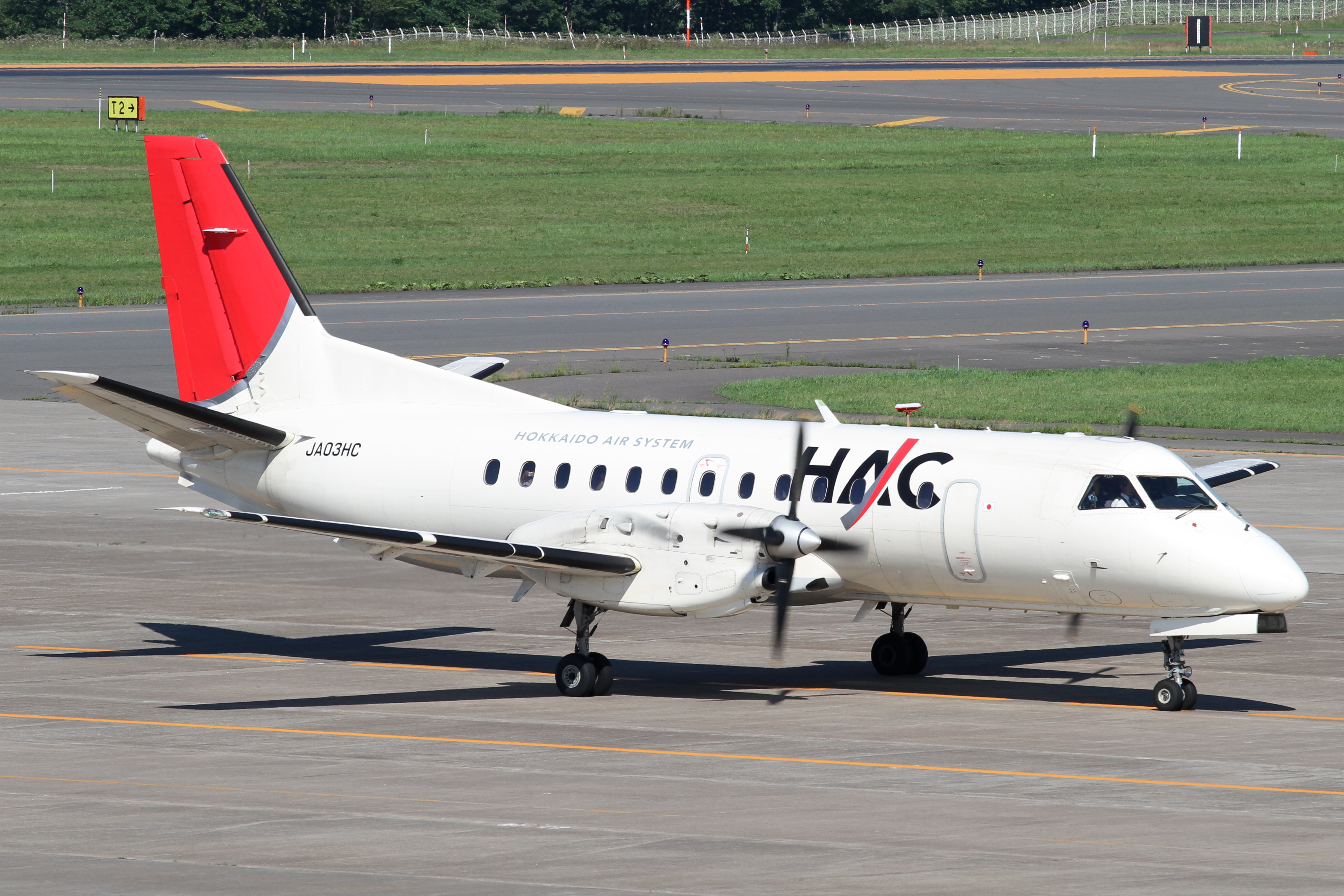
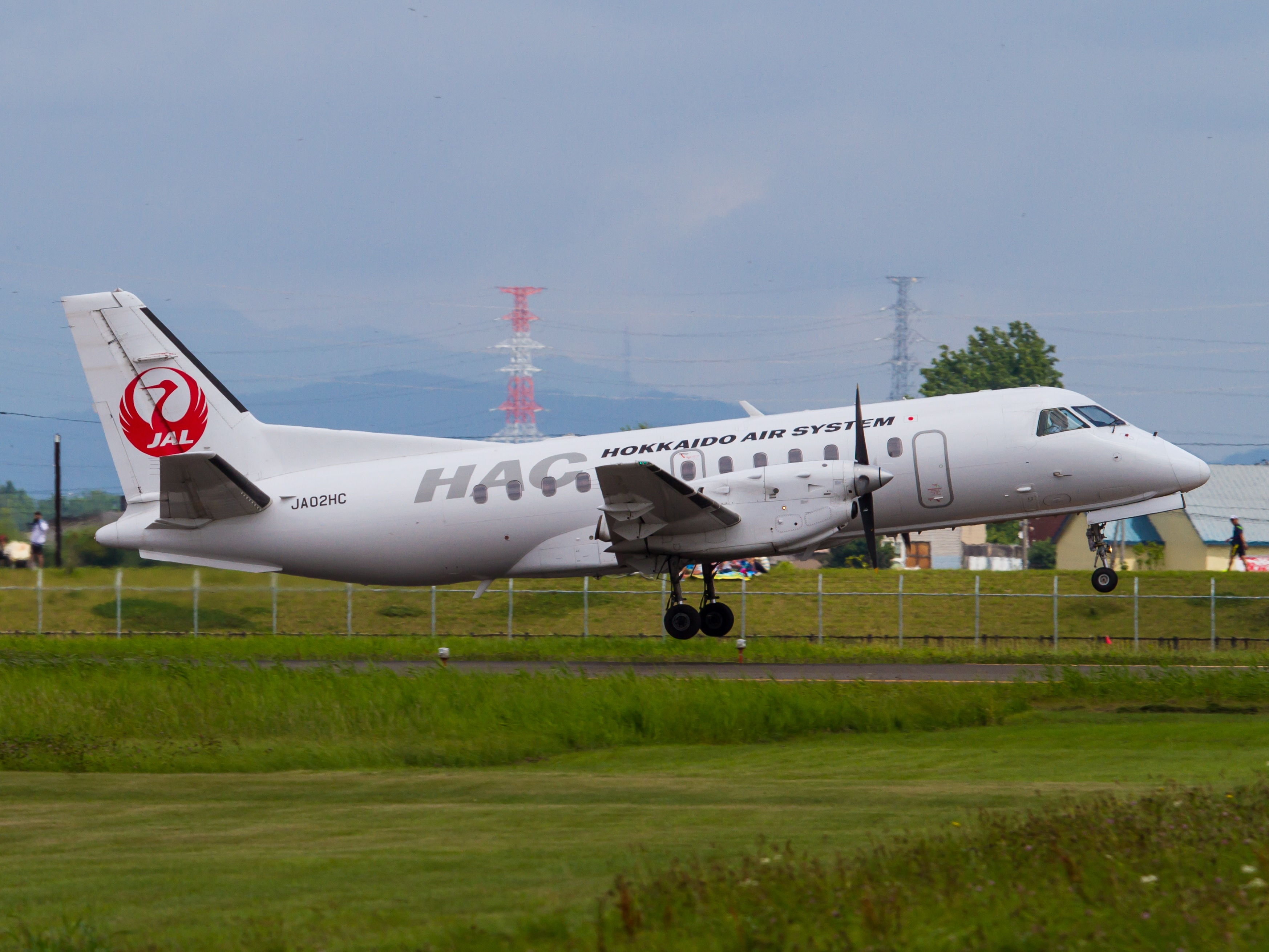

## Flotte
En mai 2024, la flotte de la compagnie compte les appareils suivants :